# Choi Ran
Choi Ran (30 de noviembre de 1960) es una actriz surcoreana. Debutó como actriz en 1979 y se convirtió en la actriz de reparto más reconocida en dramas de televisión, especialmente los escritos por las hermanas Hong.

## Vida personal
Está casada con el periodista deportivo y exjugador de baloncesto Lee Chung-hee desde 1984. La pareja tiene un hijo llamado Lee Jun-gi, y dos hijas, Lee Hyeon-gyeong y Lee Hyeon-jeong.

## Filmografía

### Series de televisión
| Año  | Título                                    | Rol                                            | Red         |
| ---- | ----------------------------------------- | ---------------------------------------------- | ----------- |
| 1984 | Independence Gate                         |                                                | KBS1        |
| 1985 | 딸이 더 좋아                              |                                                | KBS1        |
| 1986 | Drama Game "Reunion"                      |                                                | KBS2        |
| 1987 | A Tree Blooming with Love                 | tía de Soo-jin                                 | KBS1        |
| 1993 | Keep Your Voice Down                      |                                                | SBS         |
| 1993 | Our Hot Song                              |                                                | SBS         |
| 1994 | General Hospital                          | jefa de la sección de enfermería 132           | MBC         |
| 1994 | 숨은 그림 찾기                            |                                                | KBS2        |
| 1994 | The Road to You                           |                                                | KBS2        |
| 1995 | Love and Marriage                         | Yoon Jung-bin                                  | MBC         |
| 1996 | The Season of Blossoming Love             |                                                | KBS2        |
| 1997 | Medical Brothers                          | directora del hospital Gangneung, Ok Sook-hyun | MBC         |
| 1997 | Love and Farewell                         |                                                | MBC         |
| 1997 | Cinderella                                | Park Jin-hee                                   | MBC         |
| 1998 | The Barefooted Youth                      | especialista forense                           | KBS2        |
| 1998 | Advocate                                  | Sung Min-hee                                   | MBC         |
| 1998 | Legendary Ambition                        | Song Hye-joo                                   | KBS2        |
| 1999 | Hur Jun                                   | Hong-choon                                     | MBC         |
| 2000 | Mr. Duke                                  | Park Ae-ja                                     | MBC         |
| 2000 | Clear Skies Tomorrow                      |                                                |             |
| 2001 | Pretty Lady                               | Manager Choi                                   | KBS2        |
| 2001 | Sun-hee and Jin-hee                       | Geum-soon                                      | MBC         |
| 2001 | Sangdo                                    | Woo Yeo-ran                                    | MBC         |
| 2001 | This Is Love                              | Park Byung-ok                                  | KBS1        |
| 2002 | Kitchen Maid                              | Ms. Park                                       | MBC         |
| 2003 | Into the Sun                              | Ji Hwa-ja                                      | SBS         |
| 2003 | All In                                    | Manager Jang Mi-ran                            | SBS         |
| 2003 | Pearl Necklace                            | Jung Myung-sook/Chris Jung                     | KBS2        |
| 2004 | Kkakdugi (Cubed Radish Kimchi)            | Heo Shil-ne                                    | KBS2        |
| 2004 | Kkangsooni                                | Heo Pung-ja                                    | EBS         |
| 2004 | A Second Proposal                         | Go Myung-ok                                    | KBS2        |
| 2005 | Sassy Girl Chun-hyang                     | madre de Lee Mong-ryong                        | KBS2        |
| 2005 | Sad Love Story                            | Sook-ja                                        | MBC         |
| 2005 | A Farewell to Sorrow                      | Kim Sun-ok                                     | KBS2        |
| 2005 | My Girl                                   | Bae In-sun                                     | SBS         |
| 2006 | The 101st Proposal                        | Jang Eun-im                                    | SBS         |
| 2007 | Air City                                  | Choi Jung-hee                                  | MBC         |
| 2007 | Kimcheed Radish Cubes                     | Song Soo-nam                                   | MBC         |
| 2007 | Thirty Thousand Miles in Search of My Son | Nam Hyun-sook                                  | SBS         |
| 2008 | Hong Gil-dong                             | Court lady Noh                                 | KBS2        |
| 2008 | Chil-wu the Mighty                        | mujer del área de Chungju                      | KBS2        |
| 2009 | Swallow the Sun                           | Choi In-sook                                   | SBS         |
| 2009 | Don't Hesitate                            | Uhm Mi-soon                                    | SBS         |
| 2009 | You're Beautiful                          | Choi Mi-ja                                     | SBS         |
| 2010 | Dong Yi                                   | Lady Yoon                                      | MBC         |
| 2010 | You Don't Know Women                      | Jang Geum-sook                                 | SBS         |
| 2011 | Gyebaek                                   | Young-myo                                      | MBC         |
| 2011 | Drama Special "Daughters of Bilitis Club" | Park Myung-hee                                 | KBS2        |
| 2011 | Poseidon                                  | Young-ran                                      | KBS2        |
| 2011 | Glory Jane                                | Directora del servicio de enfermería           | KBS2        |
| 2012 | Big                                       | Kim Young-ok                                   | KBS2        |
| 2012 | Reckless Family                           | (invitada)                                     | MBC Every 1 |
| 2012 | Reckless Family - Season 2                | Choi Ran                                       | MBC Every 1 |
| 2016 | Secrets of Women                          | Park Bok-ja                                    | KBS2        |

### Películas
| Año  | Título                                    | Rol                       |
| ---- | ----------------------------------------- | ------------------------- |
| 2001 | The Humanist                              |                           |
| 2002 | Forgive Me Once Again Despite Hatred 2002 | jefa de departamento Moon |
| 2003 | Run 2 U                                   | Madam Kim                 |
| 2004 | Dead Friend                               | madre de Su-in (cameo)    |
| 2004 | Lovely Rivals                             | madre de Go Mi-nam        |
| 2004 | Shinsukki Blues                           | jefa Park (cameo)         |

### Programas de variedades
| Año  | Red | Título              | Rol                         | Notas   |
| ---- | --- | ------------------- | --------------------------- | ------- |
| 2020 | MBC | King of Mask Singer | concursó como "White Horse" | Ep. 273 |

## Premios y nominaciones
| Año  | Premio                                                 | Categoría                                                                | Nominación                        | Resultado |
| ---- | ------------------------------------------------------ | ------------------------------------------------------------------------ | --------------------------------- | --------- |
| 1979 | TBC Miss Chunhyang Pageant                             | Winner                                                                   | [NA]: {{{1}}}                     | Ganadora  |
| 2001 | KBS Drama Awards                                       | mejor actriz de reparto                                                  | This Is Love                      | Ganadora  |
| 2009 | Ministry of Strategy and Finance                       | recomendación                                                            | [NA]: {{{1}}}                     | Ganadora  |
| 2009 | Ministry for Food, Agriculture, Forestry and Fisheries | recomendación                                                            | [NA]: {{{1}}}                     | Ganadora  |
| 2009 | SBS Drama Awards                                       | mejor actriz de reparto, Drama especial                                  | You're Beautiful, Swallow the Sun | Nominada  |
| 2010 | 5th Korea Sharing Awards                               | Premio Especial de la Comisión Nacional de los Derechos Humanos de Corea | [NA]: {{{1}}}                     | Ganadora  |
| 2011 | 6th Korea Sharing Awards                               | Gran premio del Alcalde de Seúl                                          | [NA]: {{{1}}}                     | Ganadora  |